# Comuna Iurkivka, Velîka Mîhailivka
Iurkivka (în ucraineană Юрківка; în trecut, Dzerjînske, în ucraineană Дзержинське) este o comună în raionul Velîka Mîhailivka, regiunea Odesa, Ucraina, formată din satele Ermișkove și Iurkivka (reședința).

## Demografie
Componența lingvistică a comunei Iurkivka
     Ucraineană (80,79%)
     Rusă (13,91%)
     Română (5,3%)
Conform recensământului din 2001, majoritatea populației comunei Iurkivka era vorbitoare de ucraineană (80,79%), existând în minoritate și vorbitori de rusă (13,91%) și română (5,3%).